# 主題役割
主題役割（しゅだいやくわり、英語: thematic role）とは、言語学において、述語と項の意味関係を分類したものである。主題関係（thematic relation）、意味役割（semantic role）、θ役割 （θ-role）とも呼ばれる。フィルモアの格文法における「格」も同様の概念である。
文の解釈に重要な役割を果たすと言われるが、一体全部でいくつあるのかなど不明な点も多い。また文法格（「が」「を」）や後置詞（「で」「へ」など）と相関があるが、決して一対一に対応しているわけではない。
主な主題役割には以下のようなものがある。
- agent 動作主：太郎が次郎をなぐった。
- experiencer 経験者：太郎が悲しんだ。
- theme 主題または patient 被動者：太郎が次郎をなぐった。
- goal 目標：北へすすむ。
- source 起点：町から来た。

なお、話題の意味で用いられる「主題」とは直接関係ない。